# James Challis

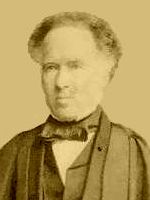
James Challis

James Challis (* 12. Dezember 1803 in Braintree in Essex; † 3. Dezember 1882 in Cambridge) war ein englischer Astronom.
James Challis studierte an der Universität Cambridge. Er wurde von 1836 bis 1878/79 Plumian Professor of Astronomy and Experimental Philosophy und bis 1861 Direktor der Sternwarte Cambridge Observatory.
Er hat 12 Bände Meridianbeobachtungen sowie zahlreiche Beobachtungen von kleinen Planeten und Kometen veröffentlicht.
Im August 1846 gelang es ihm, bei systematischen Suchen nach dem von John Couch Adams berechneten Planeten Neptun jenseits der Uranusbahn denselben zweimal zu beobachten, ohne dies jedoch zu erkennen, noch vor der Auffindung durch den deutschen Astronom Johann Gottfried Galle. Von 1859 bis 1876 entwickelte er auch eine mechanische Gravitationserklärung.
Der Mondkrater Challis ist nach ihm benannt.